# 都水监
都水监是中国古代掌管水运、河渠、灌溉的机构。

## 沿革
都水之官古已有之。秦汉设都水长、都水丞，主管陂池、灌溉、水利之事。汉时在太常、少府、水衡都尉以及二辅下皆设都水官。汉武帝时，因都水官多，专设左右使者统领。东汉罢都水官，罢河堤谒者，并于地方郡国置水曹掾吏，晋以后改为都水台，长官称为都水使者。隋唐改台为监，长官亦改称都水监。此后，都水监名号屡有改动，或都水台，或都水署，或水衡。其长官称谓亦随之变更，或都水使者，或都水监，或水衡都尉，或司津监丞等。

## 设置
唐代都水监的组织情况是：都水使者2人，正五品上，掌川泽、津梁、渠堰、陂池之政，总河渠、诸津监署。都水丞2人，从七品上，掌判监事。下置主簿1人，从八品下，掌运漕、渔捕程，会而纠举之。河渠署：置令1人，正八品下；丞1人，正九品上。掌河渠、陂池、堤堰、鱼醢之事。诸津署：设令1人，正九品上；丞2人，从九品下。掌天下津济舟梁。
宋代将都水监职权划归工部，后复置都水监。元代亦设都水监，掌治河渠水利之事。其职官置有：都水监2人，从三品；少监1人，正五品；丞2人，正六品；经历、知事各1人。至正中，别置行都水监于山东、河南等处，为其派出机构，又立河防提举司，隶于行都水监，主领巡视黄河河道堤岸。
至于明代，都水监并入工部，又置总督河道，专掌河道之事，清代沿置。